# Кумаран, Даршан
Даршан Кумаран (англ. Dharshan Kumaran; род. 7 июня 1975) — английский шахматист, гроссмейстер (1997).
Чемпион мира в категории до 12 лет (1986; Сан-Хуан) и до 16 лет (1991; Гуарапуава). На чемпионате Британии в 1993 году проходившем Данди разделил 1—2-е места с Майклом Хенниганом, но уступил ему в матче за первое место (1½ : 2½).
Прекратил участвовать в турнирах в 2001 году.

## Изменения рейтинга
| Графики недоступны из-за технических проблем. См. информацию на Фабрикаторе и на mediawiki.org. |